# 汉娜·霍姆斯
汉娜·霍姆斯（英語：Hannah Holmes，1963年—）是一位美国作家、记者和科学评论员，曾为探索频道科学生命（Science Live）节目撰稿，主要作品有《盛装猿——人类的自然史》（A Mathematician Plays the Stock Market）、《尘埃的秘密身世：从茫茫宇宙到小小厨柜小角色的巨大效应》（The Secret Life of Dust: From the Cosmos to the Kitchen Counter, the Big Consequences of Little Things）等。